# Воля-Рокшицька
Воля-Рокшицька (пол. Wola Rokszycka) — село в Польщі, у гміні Воля-Кшиштопорська Пйотрковського повіту Лодзинського воєводства.
Населення — 178 осіб (2011).
У 1975-1998 роках село належало до Пйотрковського воєводства.

## Демографія
Демографічна структура станом на 31 березня 2011 року:
|          | Загалом | Допрацездатний вік | Працездатний вік | Постпрацездатний вік |
| -------- | ------- | ------------------ | ---------------- | -------------------- |
| Чоловіки | 91      | 30                 | 55               | 6                    |
| Жінки    | 87      | 21                 | 46               | 20                   |
| Разом    | 178     | 51                 | 101              | 26                   |